# Liste der höchsten Gebäude in Südkorea
Der Artikel Liste der höchsten Gebäude in Südkorea umfasst die Wolkenkratzer im ostasiatischen Land Südkorea.

## Die höchsten Gebäude in Südkorea
Die Liste orientiert sich am Council on Tall Buildings and Urban Habitat.
| Rang | Name                                     | Bild | Höhe m ft | E.  | BJ   | Stadt   | Bemerkungen                                              |
| ---- | ---------------------------------------- | ---- | --------- | --- | ---- | ------- | -------------------------------------------------------- |
| 1    | Lotte World Tower                        |      | 555 m     | 123 | 2017 | Seoul   | Höchstes Gebäude in Südkorea und fünfthöchstes der Welt. |
| 2    | Haeundae LCT The Sharp Landmark Tower    |      | 412 m     | 101 | 2019 | Busan   | Höchstes Gebäude in Busan                                |
| 3    | Haeundae LCT The Sharp Tower A           |      | 339 m     | 85  | 2019 | Busan   |                                                          |
| 4    | Haeundae LCT The Sharp Tower B           |      | 333 m     | 85  | 2019 | Busan   |                                                          |
| 5    | Parc 1 Tower A                           |      | 333 m     | 69  | 2020 | Seoul   |                                                          |
| 6    | Northeast Asia Trade Tower               |      | 305 m     | 68  | 2011 | Incheon | Höchstes Gebäude in Incheon.                             |
| 7    | Haeundae Doosan We've the Zenith Tower A |      | 300 m     | 80  | 2011 | Busan   |                                                          |
| 8    | Haeundae I'Park Marina Tower 2           |      | 292 m     | 72  | 2011 | Busan   |                                                          |
| 9    | Busan International Finance Center       |      | 289 m     | 63  | 2014 | Busan   |                                                          |
| 10   | Three IFC Office Tower                   |      | 284 m     | 55  | 2012 | Seoul   |                                                          |